# Leptogaster kamerlacheri
Leptogaster kamerlacheri är en tvåvingeart som beskrevs av Ignaz Rudolph Schiner 1867. Leptogaster kamerlacheri ingår i släktet Leptogaster och familjen rovflugor. Inga underarter finns listade i Catalogue of Life.